# Erőss Attila
Erőss Attila (Küküllővár, 1925. július 27. –) magyar jogász, író, újságíró.

## Életútja
A középiskolát Marosvásárhelyen, jogtudományi tanulmányait a Bolyai Tudományegyetemen végezte. Marosvásárhelyen újságíró (1947–53), az Igaz Szó szerkesztője (1953–54), majd törvényszéki bíró (1955–62), jogtanácsos. Napilapokban és folyóiratokban elszórt elbeszélései, törvényszéki jegyzetei, bűnügyi kisregényei (A bosszú, Hargita, 1968; A szürke ametiszt, Vörös Zászló, 1968) és regényrészletei láttak napvilágot. Zenélő kút című színjátéka (Gergely Géza rendezői tanácsaival, Művelődés, 1972/7) történeti témát vitt műkedvelő-színpadra.
Remények bölcsője, álmok temetője (Juventus Kiadó, Marosvásárhely, 1999) című kötetének egyik bemutatóján így nyilatkozott munkásságáról: „Valamennyi írásomnak, és elsősorban verseimnek forrása az erdélyi magyarság kisebbségsorsa. Az a kisebbségsors, mely mindenkor és mindenhol diszkriminációt jelent, néha burkoltan, néha nyíltan, és, sajnos, esetenként, agressziót is kiválthat”. Elfelejtett szavak nyomában (Juventus Kiadó, Marosvásárhely, 2003) című könyve immár a tizedik nyomtatásban megjelent kötete, amelyet a szerző újságírói munkásságának mintegy háromezer cikkéből válogatott össze, ezúttal száz riportot, tárcát, krokit.

## Művei
- Versek a fiókból; Impress, Marosvásárhely, 1993 (Népújság könyvek)
- Elsodort fellegek. Regény; Impress, Marosvásárhely, 1994
- Ötórai tea. Novellák, karcolatok; Impress, Marosvásárhely, 1994
- Nincs kegyelem; Custos, Marosvásárhely, 1995
- Gondolatok a sajtóról. 200 éves az erdélyi magyar újságírás; Custos, Marosvásárhely, 1996
- Örvény. Tárcaregények és novellák; Juventus, Marosvásárhely, 1997
- Remények bölcsője, álmok temetője. Versek; Juventus, Marosvásárhely, 1999
- Legyen meg a te akaratod. Versek; Közdok, Bp., 2000
- Az idők zátonyán. Régi és új versek, egy novella; Juventus, Marosvásárhely, 2005
- Gyepün innen, gyepün túl. Publicisztika, 2006–2012; Garabontzia, Marosvásárhely, 2013